# That Girl Lay Lay (Rapperin)
Alaya High (* 28. Januar 2007 in Houston, Texas), auch bekannt als Lay Lay oder That Girl Lay Lay, ist eine US-amerikanische Rapperin und Jungschauspielerin.

## Karriere
High begann im Jahr 2017, Bilder und Videos auf der Social-Media-Plattform Instagram zu teilen. Ihr erster viraler Erfolg war ihr Freestyle zu Blocboy JBs Shoot.
Highs erste Single trägt den Titel Go Lay Lay Go, den sie zusammen mit dem Musiklabel EMPIRE veröffentlichte. Im Jahr 2020 schloss High einen Deal mit Nickelodeon ab. Im Jahr 2021 erschien dann die Fernsehserie Ein Mädchen namens Lay Lay auf Nickelodeon, die im deutschsprachigen Raum auf Netflix veröffentlicht wurde.

## Filmografie
- 2020: Group Chat (Fernsehserie, 6 Folgen)
- 2021: Danger Force (Fernsehserie, 1 Folge)
- 2021: American Ninja Warrior Junior (Fernsehserie, 1 Folge)
- 2021–2024: Ein Mädchen namens Lay Lay (That Girl Lay Lay, Fernsehserie)
- 2022: Side Hustle (Fernsehserie, 1 Folge)

## Diskografie
Alben
- 2018: Tha Cheat Code
- 2019: Tha Cheat Code Reloaded
- 2019: All Tha Way Lit Up
- 2020: Recess Is Over

Singles
- 2018: Go Lay Lay Go
- 2019: Get To Lovin'
- 2019: Mama
- 2019: Supersize XL (feat. Lil Blurry und Lil TerRio)
- 2020: Long Hair
- 2020: Stop Playin
- 2020: Sisters
- 2020: Show and Tell
- 2020: Fly Away (feat. Lil Terrio und Lil Blurry)
- 2020: For Me
- 2020: Jingle Rock Baby
- 2021: Breezy
- 2021: Tik Tok
- 2021: Rich (feat. Bun B)
- 2021: Not Your Boo
- 2021: A World By Us

## Auszeichnungen und Nominierungen

### Nominierungen
Chicago Indie Critics Awards:
- 2020: Best Original Song für den Soundtrack Catchy Song aus The Lego Movie 2

Image Awards:
- 2022: Outstanding Performance by a Youth (Series, Special, Television Movie or Limited Series) für Ein Mädchen namens Lay Lay

Kids’ Choice Awards:
- 2022: Lieblings-TV-Schauspielerin (Kinder) für Ein Mädchen namens Lay Lay